# Линия фактического контроля

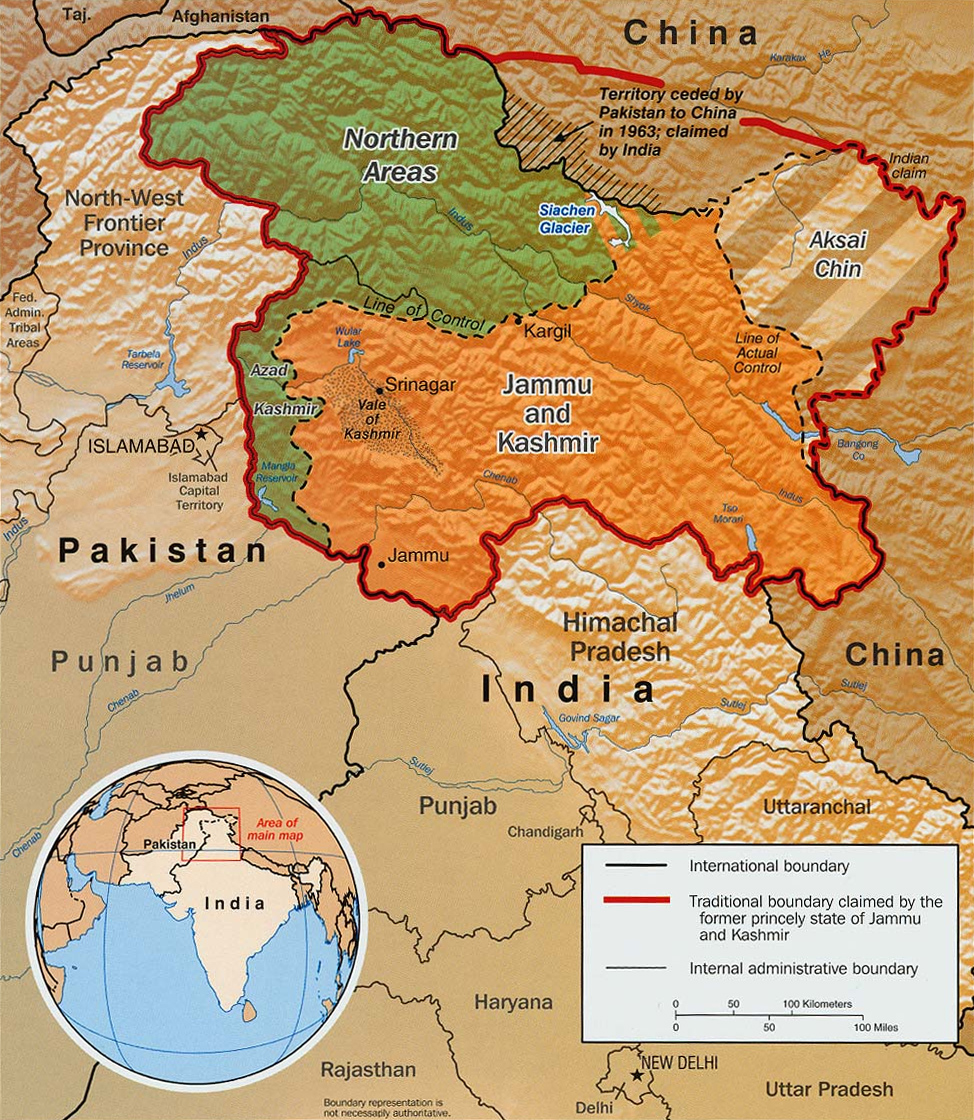
Регион разделён между Пакистаном (контролируемые им области — Гилгит-Балтистан и Азад Кашмир — показаны зелёным цветом), Индией (индийский Джамму и Кашмир показан оранжевым) и Китаем (район Аксайчин, показан штриховкой).

Ли́ния факти́ческого контро́ля (хинди वास्तविक नियंत्रण रेखा) — демаркационная линия между Индией и Китаем, долгое время бывшая непризнанной юридически, но являющаяся границей де-факто. Линия имеет протяжённость 4057 км в длину и включает три участка:
- западный (проходит через союзную территорию Ладакх);
- центральный (ограничивает с северо-востока индийские штаты Химачал-Прадеш и Уттаракханд);
- восточный (служит фактической северной границей штатов Сикким и Аруначал-Прадеш).

Премьер-министр КНР Чжоу Эньлай впервые использовал выражение «линия фактического контроля» в письме премьер-министру Индии Дж. Неру от 24 октября 1959 года. В письме от 7 ноября 1959 года Чжоу написал Неру, что «так называемая линия Мак-Магона на востоке и на западе не признаётся КНР». Во время китайско-индийской пограничной войны Неру утверждал, что не знает, о какой линии контроля твердят китайские власти; он отметил, что эта линия включает в себя территории, захваченные Китаем в ходе конфликта, и что Индия не признаёт территориальные претензии соседнего государства.
Затем термин «линия фактического контроля» получил юридическое признание в китайско-индийских соглашениях, подписанных в 1993 и 1996 годах. В соглашении 1996 года указывалось: «ни одно из государств не может предпринимать действий по пересмотру линии фактического контроля».